# Lin Lie
Lin Line (Chino 林烈)es un superhéroe chino que aparece en los cómics americanos publicados por Marvel Comics. Lin apareció por primera vez en la web manhua Warrior of the Three Sovereigns (chino simplificado: 三皇斗战士) #1 (mayo de 2018) como Sword Master, un descendiente de Fu Xi que empuña la mística Espada de Fu Xi.Lin hizo su debut en los cómics estadounidenses en War of the Realms: New Agents of Atlas #2 (mayo de 2019), donde se unió a Agentes de Atlas. Después de perder su espada en Death of Doctor Strange: White Fox #1 (diciembre de 2021), Lin Lie se convirtió en el nuevo Puño de Hierro en Iron Fist vol. 6 #1 (febrero de 2022).

## Historial de publicaciones
Lin Lie, junto con la personaje Aero, fueron creados para el mercado chino en una colaboración entre Marvel y NetEase para atraer más lectores en China y en todo el este de Asia.
Después de debutar en los cómics digitales chinos en 2018, Sword Master hizo su debut en los cómics estadounidenses en War of the Realms: New Agents of Atlas del escritor Greg Pak y el artista Gang Hyuk Lim antes de protagonizar su propia serie en solitario, titulada Sword Master, escrita por Pak e ilustrado por Ario Anindito. La serie Sword Master también incluyó reediciones de la serie Warriors of Three Sovereigns en la que debutó Lin, con traducciones realizadas por Pak.Sword Master continuaría teniendo apariciones regulares en Agents of Atlas.
En 2022, Lin Lie hizo su debut como Puño de Hierro en una miniserie de cinco números escrita por Alyssa Wong e ilustrada por Michael YG y Sean Chen.La miniserie fue seguida por el one-shot A.X.E.: Iron Fist #1 como parte del evento cruzado A.X.E.: Judgment Day.
En mayo de 2023, para celebrar el Mes de la Herencia Asiático-Americana y de las Islas del Pacífico, Lin protagonizó una historia de respaldo en Daredevil Vol. 7 #11, escrito por Jason Loo y dibujado por Lynne Yoshii, con una portada variante del Mes de la Herencia de la AAPI con Iron Fist dibujada por el artista InHyuk Lee.

## Biografía ficticia

### Guerreros de Tres Soberanos
Lin Lie es un estudiante universitario de Shanghái que recibe una misteriosa espada de su padre arqueólogo, quien desapareció junto con el hermano mayor de Lie, Feng, poco después. Un año después de la desaparición de su familia, Lie es atacado por un demonio en su apartamento después de recibir un misterioso orbe rojo contenido en una caja de rompecabezas. La espada que el padre de Lie le confió se mueve por sí sola para salvar a Lie del demonio, que luego es destruido por Ji Shuangshuang, un cazador de demonios. Shuangshuang revela que la espada es la Espada de Fu Xi, una de las tres armas sagradas utilizadas por el Emperador Amarillo y los clanes de los Tres Soberanos para sellar al dios malvado Chiyou en el pasado lejano. Shuangshuang explica que ella y Lie son descendientes de Nü-wa y Fu Xi, respectivamente, y que la Espada y el orbe rojo que contiene un trozo del alma de Chiyou fueron retirados de una de las tres tumbas de Chiyou, debilitando su sello y permitiendo que varios de sus secuaces demoníacos que se desatarán por todo el mundo. Shuangshuang cree que Lie es demasiado incompetente para proteger el orbe y se lo lleva. Lie lo persigue pero es atacado por el Barón Mordo, quien intenta tomar la espada para sí mismo, pero el es ahuyentado por el Doctor Strange. Strange se ofrece a guardar la espada, pero cede después de que Lie explica su linaje y la necesidad de la espada para encontrar a su padre desaparecido, y usa su magia para ayudar a Lie a reunirse con Shuangshuang. Juntos, Lie y Shuangshuang destruyen a los demonios restantes. Lie viaja con Shuangshuang y su compañero de cuarto Ah Cheng a la sede del clan Nü-wa en Gansu, donde es recibido por la abuela de Shuangshuang y el jefe Nü-wa, Ji Xiangyun. Como Lie, su padre y su hermano son los únicos descendientes conocidos de Fu Xi, Xiangyun hace que Lie entrene con Shuangshuang para prepararse contra Chiyou y su ejército de demonios.

### Agentes de Atlas
Ahora con el nombre de Sword Master, Lie comienza una carrera de superhéroe mientras lucha contra las fuerzas de Chiyou y busca a su familia desaparecida. Durante la " Guerra de los Reinos ", Sword Master y varios otros superhéroes asiáticos son convocados por el teletransportador de Brawn a Seúl para ayudar a los Nuevos Agentes de Atlas a defender Asia de la Reina Sindr y sus fuerzas de Duendes de Fuego de Muspelheim. Sword Master y los Nuevos Agentes de Atlas llevan a Sindr y su ejército al norte de China y luego ayudan a la Capitana Marvel a derrotarla a ella y a sus fuerzas restantes en la Gran Muralla China cerca de Beijing. Después de que  Malekith, el señor de Sindr, es derrotado, Sword Master se une a los Agentes de Atlas.
Sword Master se encuentra con su compañero de equipo Atlas, Shang-Chi, en la ciudad de Nueva York mientras busca a su padre. Al darse cuenta de la inexperiencia y la imprudencia del héroe advenedizo, Shang toma a Lie bajo su protección para mejorar sus habilidades.Los dos se reúnen con los otros agentes de Atlas cuando Flushing y otras ciudades asiáticas, del Pacífico y predominantemente asiáticas fuera de Asia se fusionan en la ciudad portal de "Pan" Tech por el magnate Mike Nguyen de la Compañía Big Nguyen.Sword Master y Shang-Chi se enfrentan más tarde a Ares, quien intenta tomar la Espada de Fu Xi para rescatar a su hijo drakon secuestrado, Ismenios, quien Ares cree que fue capturado por otro dios. Shang-Chi hace un compromiso con Ares: a cambio de que Sword Master y Shang-Chi lo ayuden, Ares ayudaría a encontrar al padre desaparecido de Lie. Ares acepta y usa Pan Portals para rastrear a Ismenios hasta un templo en Madripoor, donde se encuentran con Davi Naka, la Diosa Madre de Madripoor.Naka revela que Ismenios intentó saquear el tesoro de Atlantis durante la ausencia de su guardián, la serpiente marina, pero fue capturado por Namor. Debido a su deber de proteger a todos los dragones, Naka rescató a Ismenios de la ira de Namor y encarceló al joven dragón en su templo para su protección y aplacar al rey. Naka advierte además a los cuatro que, a pesar de sus esfuerzos, Namor todavía está indignado por la desaparición de su dragón y les implora que la encuentren.
Sword Master y los agentes Atlas ayudan a los ciudadanos de Pan, incluida la defensa de la ciudad de wyverns y serpientes marinas invasoras y la protección de los refugios madripooreanos del acoso de la Guardia Pan. Sospechando de estos eventos, Sword Master se une a varios de sus compañeros de equipo para infiltrarse en la torre personal de Nguyen, donde descubren que la Compañía Big Nguyen había capturado al dragón desaparecido de Atlantis y estaba recolectando sus escamas para alimentar los portales de Pan. Antes de que se pudiera tomar una decisión sobre liberar al dragón, Namor emerge de las aguas frente a la costa de Pan para recuperar su dragón robado, iniciando una guerra entre Pan y Atlantis.
En la historia de "Atlantis Attacks", Sword Master y los otros Nuevos Agentes de Atlas son convocados por Brawn durante su enfrentamiento con Namor. Namor advierte al grupo que devuelva el dragón de Atlantis en un día o enfrentará la ira de Atlantis antes de retirarse. Después de la escaramuza, Sword Master y los otros Nuevos Agentes conocen a los Agentes de Atlas originales por parte del jefe de la Fundación Atlas, Jimmy Woo.Cuando Woo envía a Namora, Venus, Aero y Wave a Atlantis para una misión diplomática, Brawn ordena discretamente a Sword Master y Shang-Chi espiar a Namora, debido a sus vínculos familiares con Namor. El dragón finalmente es liberado de su cautiverio, pero al llegar a casa, inesperadamente se vuelve loca y ataca el reino submarino. Sword Master es testigo de la destrucción causada por el dragón y Shang-Chi le informa a Amadeus que los científicos de Atlantis descubrieron un implante incrustado en las escamas del dragón como la fuente de su comportamiento y que Namor cree que Amadeus está detrás del sabotaje, lo que llevó al rey a reanudar su asalto a Pan.Cuando Brawn se transforma por la fuerza en Hulk y se pone bajo el control de Nguyen con tecnología Sirena en un último esfuerzo por destruir la Atlántida, Sword Master y Shang-Chi pueden quitarle el dispositivo a Amadeus, liberándolo del control de Nguyen y revirtiéndolo nuevamente a Brawn. Cuando el conflicto entre Pan y Atlantis se resuelve pacíficamente, Brawn y Shang-Chi abandonan el equipo después de amonestar a Woo por usar al equipo como sus peones, pero Sword Master permanece con los Agentes de Atlas.
Durante el evento "King in Black", Sword Master inicialmente defiende Shanghái de los dragones simbiontes invasores con Aero y el Caballero Negro, quienes habían sido abandonados en Shanghái y separados de su Espada Ébano, pero abandona su misión después de darse cuenta de que los simbiontes eran secuaces de Knull en lugar de Chiyou, creyendo que la tarea estaba por debajo de él. Enojada por la arrogancia de Lie, la Espada de Fu Xi lo abandona por el Caballero Negro, lo que enfurece a Sword Master mientras descarta al Caballero Negro como un "estadounidense psicótico" indigno de blandir la Espada. Mientras usa la Espada de Fu Xi, el Caballero Negro sucumbe a la locura, lo que hace que la Espada regrese a Lie. Mientras Sword Master y el Caballero Negro pelean por la Espada, un dragón simbionte los atrapa con sus zarcillos, lo que también los conecta mentalmente con Knull, quien expresa su deseo por sus respectivas espadas y se burla despiadadamente de los dos por su ignorancia sobre la verdadera naturaleza de sus armas. historias. La Espada de Fu Xi aprovecha la oportunidad para usar sus llamas para quemar la mano del Caballero Negro, regresando a Sword Master y liberándolos a los dos del alcance de Knull justo cuando un enjambre de dragones simbiontes se amalgama en el avatar de Knull, adquiriendo una apariencia gigantesca de Chiyou. Sword Master ayuda al Caballero Negro a recuperar la Ebony Blade y dos usan sus respectivas espadas para destruir al avatar con la ayuda de Aero.
Cuando la " Muerte del Doctor Strange " provoca que legiones de demonios invadan partes del mundo, Woo envía a Sword Master a Seúl para ayudar a su compañera de equipo White Fox a derrotar a un kumiho demoníaco que había estado aterrorizando el campo de Corea del Sur. Mientras lucha contra el kumiho, la Espada de Fu Xi es destruida por el kumiho que luego arrojó a Sword Master a un barranco. Aunque White Fox puede matar al demonio, ella, los agentes de Atlas y la División Tigre de Corea del Sur no pueden encontrar a Lie, y White Fox recupera solo un fragmento de la espada, lo que les hace suponer que murió. Debido a la destrucción de la Espada de Fu Xi, los sellos de las tres tumbas de Chiyou se debilitaron aún más, lo que provocó que más demonios secuaces atacaran ciudades de todo el mundo.

### Blandiendo el Puño de Hierro
Lin Lie sobrevive milagrosamente y llega a la orilla de K'un-Lun, donde el dragón recientemente reencarnado Shou-Lao le otorga su chi, salvando la vida de Lie y convirtiéndolo en el nuevo Puño de Hierro. Con varios de los fragmentos de la Espada incrustados en sus manos, Lie decide encontrar las piezas restantes y volver a forjar la Espada para evitar la liberación de Chiyou. Durante su búsqueda de los fragmentos, Lin Lie se encuentra brevemente con su predecesor Danny Rand, quien previamente había abandonado el Puño de Hierro, en Flushing y lo ayuda a luchar contra varios secuaces de Chiyou. Sin conocer la identidad de Lie, pero feliz de que Shou-Lao haya elegido un nuevo campeón, Danny le pregunta a Lie sobre sus antecedentes y se ofrece a ayudarlo con su entrenamiento, pero Lie lo rechaza y convoca un portal de regreso a K'un-Lun.Más tarde, Lie es acompañado por Mei Min, un amigo que hizo en K'un-Lun cuya familia lo acoge durante sus viajes y lo ayuda a recuperar los fragmentos restantes mientras lucha contra las fuerzas demoníacas de Chiyou. A pesar de ser elegido como el nuevo Puño de Hierro, la ascensión de Lie es controvertida entre varios ciudadanos de K'un-Lun ya que no solo es el tercer forastero consecutivo en convertirse en Puño de Hierro, sino que no pasó por las pruebas necesarias para ganarse el chi de Shou-Lao. Debido a los fragmentos de la Espada de Fu Xi incrustados en sus manos, Lie no puede invocar el Puño de Hierro de manera consistente y queda en un estado constante de dolor, lo que lo convierte en blanco de burla y desprecio por parte de varios detractores, incluido su rival Yang Yi. Después de que Lie le expresa a Min lo indigno que es como Puño de Hierro debido a su discapacidad y su condición de no deseado, el Yu-Ti de K'un-Lun, Sparrow, toma a Lie bajo su protección para ayudarlo a superar sus luchas y recuperar su confianza. Un día, durante su entrenamiento, los fragmentos en las manos de Lie de repente comienzan a irradiar energía ardiente y lo dejan retorciéndose de dolor, lo que hace que Lie se dé cuenta de que la primera tumba de Chiyou había sido destruida.Un siervo demoníaco empoderado de Chiyou logra eludir las defensas de K'un-Lun e intenta robar los restos de la Espada en la casa de Min, pero Lie los inyecta en sus brazos para frustrar al demonio y usa su poder adicional para matarlo, quien se revela con su muerte respira que el hermano de Lie, Feng, fue quien destruyó la tumba y que lo estaba esperando en la segunda tumba. Lie toma un portal a la segunda tumba con Min y Yi, pero después de llegar se encuentran con Fat Cobra y la Novia de las Nueve Arañas.Con la tarea de Rand de localizar a Lie, las dos Armas Inmortales deciden probar el nuevo Puño de Hierro luchando contra él. Muy superado y sin tiempo, Lie huye de la lucha al cuartel general del clan Nü-wa, pero es demasiado tarde para evitar su destrucción por parte de los secuaces de Feng y Chiyou. Incapaz de convocar al Puño de Hierro, Lie es rápidamente derrotada por Feng.Lie rechaza la oferta de Feng de unirse a él, quien procede a sumergirse en la magia de Chioyou para destruir a Lie y sus aliados. Guiado por el espíritu de Shou-Lao, Lie abraza sus identidades como Sword Master y Iron Fist, lo que le permite invocar todo el poder del Iron Fist y quitar los fragmentos de sus manos en una espada restaurada, que Lie usa para herir a Feng. Cuando Sparrow llega con los guerreros de K'un-Lun, Feng le roba el portal a K'un-Lun, donde se encuentra la tercera tumba de Chiyou. Después de la batalla, Lie acepta la oferta de Danny de entrenarlo.
Durante la historia del "Día del Juicio Final", Lie toma un vuelo a Seúl para encontrarse con White Fox, pero Loki lo visita en pleno vuelo y le revela que está aliado con Feng. Provocado por la arrogancia de Loki, el Progenitor juzga a los dos haciéndolos participar en pruebas dentro de sus mentes. Durante el juicio de Loki, Lie lo rescata de ser atrapado por una visión de Mjolnir usando el aura de la Espada de Fu Xi para levantarlo. Durante el juicio de Lie, el Progenitor aparece como Shou-Lao y desafía a Lie a tomar su corazón para ganar oficialmente su título de Iron Fist. Lie puede derrotar a Shou-Lao con la ayuda de Loki, pero en lugar de tomar el corazón del dragón, Lie le pide a Shou-Lao que se lo dé. Lie recibe la marca del Puño de Hierro en su brazo derecho y pasa el juicio del Progenitor. Lie y Loki se encuentran nuevamente en el vuelo como si nada hubiera pasado, pero la marca aún permanece en el brazo de Lie. Antes de que Lie pudiera exigirle a Loki que lo llevara con Feng en K'un-Lun, Loki se teletransporta lejos de él. Lie finalmente llega a Seúl y se reúne con White Fox.
Siguiendo el consejo de Danny, Lie busca a Daredevil en Hell's Kitchen para enseñarle cómo superar su dolor.

## Poderes y habilidades
Como descendiente de Fu Xi, Lin Lie puede empuñar la Espada de Fu Xi y acceder a sus poderes divinos. Cuando se activa, la Espada genera místicas llamas verdes, que pueden lanzarse como proyectiles o usarse para aumentar el poder de corte y el alcance de la hoja.Debido a su capacidad para moverse por sí sola, la Espada es capaz de permitirle a Lin volar a distancias cortas.Aunque originalmente fue forjada para destruir a Chiyou y sus demonios secuaces, se ha demostrado que la Espada de Fu Xi es igual de efectiva contra otros demonios y muertos vivientes.
Un rasgo notable es que la Espada de Fu Xi es sensible y tiene la capacidad de moverse por sí sola.Si bien la Espada ha hecho todo lo posible para proteger a Lin de las amenazas, también lo ha desafiado cuando mostró rasgos indeseables, como la cobardía o la arrogancia.En algunos casos extremos, se dejó ejercer por no descendientes de Fu Xi.
A pesar de que la espada se hizo añicos, sus fragmentos rotos aún pueden proyectar sus místicas llamas verdes, que siguen siendo efectivas contra los secuaces de Chiyou. Lin hace uso de los fragmentos incrustados en sus manos para mejorar sus golpes e infundir a las armas las llamas de la Espada.Más tarde, Lin adquiere la capacidad de generar hojas de la Espada que sobresalen de su puño derecho.
Después de recibir el chi del dragón Shou-Lao el Eterno, Lin obtuvo el poder del Puño de Hierro, lo que le permitió convocar y enfocar su chi para mejorar sus habilidades naturales a niveles extraordinarios. Como todos los Puños de Hierro anteriores a él, Lin puede concentrar su propio chi y la energía sobrehumana del corazón de Shou-Lao en sus manos, lo que se manifiesta en un brillo sobrenatural alrededor de sus manos y puños que puede golpear con dureza e impacto sobrehumanos, mientras los mantiene impermeables. al dolor y a las lesiones.Lin puede enfocar su chi hacia adentro para curarse de lesiones y dolor.
Debido a los fragmentos rotos de la Espada de Fu Xi incrustados en la carne de sus manos, Lin Lie se encuentra en un estado constante de dolor y agonía. La energía de los fragmentos interrumpe el flujo de su chi, lo que le impide canalizar el Puño de Hierro de manera consistente y hace que su cuerpo pierda energía espiritual. No equilibrar su chi y aprovechar el chi de Shou-Lao puede provocar la muerte de Lin y la eliminación inmediata de los fragmentos es potencialmente fatal.Después de superar sus dudas y abrazar sus identidades duales, Lie es capaz de superar su chi desequilibrado, lo que le permite convocar todo el poder de Shou-Lao y la Espada de Fu Xi simultáneamente sin ningún efecto nocivo.Sin embargo, el dolor crónico permanece en sus brazos.
Debido a su entrenamiento con el Clan Nü-wa, Agentes de Atlas y los monjes de K'un-Lun , Lin Lie es un experto espadachín, artista marcial y acróbata.Además de las artes marciales de K'un-Lun, Lin domina Bajiquany Wing Chun.
Lin Lie también es excepcionalmente bueno resolviendo acertijos.

## En otros medios
Lin Lie como Sword Master aparece como un personaje jugable desbloqueable en Marvel Future Fighty en el videojuego Marvel Snap.